# Thymus gobicus
Thymus gobicus — вид рослин родини глухокропивові (Lamiaceae), поширений у Монголій й Росії (Тува).

## Опис
Рослина 5–15 см. Листки довгасто-ланцетні, 10–12 мм; на нижній стороні пластини оголені, на верхній — залозисто-волосаті, черешкові. Суцвіття головчасте; чашечка щільно волосата; квіти 6–8 мм завдовжки, рожеві.

## Поширення
Поширений у Монголії й Росії (Тува).